# 梁苑街道
梁苑街道，是中华人民共和国河南省開封市龙亭区下辖的一个乡镇级行政单位。

## 行政区划
梁苑街道下辖以下地区：
梁苑社区、黄汴河社区、小北岗社区、万宝社区、航天社区、金耀社区、阳光社区和大宏社区。